# Кушнірук Олександр Олександрович
Олекса́ндр Олекса́ндрович Кушніру́к (21 липня 1982, м. Ізяслав, Хмельницька область — 25 грудня 2014, с. Піски, Ясинуватський район, Донецька область) — український військовик, підполковник ЗСУ (посмертно), начальник розвідки 28-ї окремої механізованої бригади.

## Життєпис
Народився 21 липня 1982 року в м. Ізяславі. Ріс у сім'ї військовослужбовця. Учився у школі (нині Ізяславський НВК «ЗОШ І—ІІІ ст. № 2, ліцей»). Навчаючись в 9-му класі, записався до гуртка «Каскад», почав здійснювати свої перші стрибки з парашутом та активно займався спортом.
З 1999 по 2003 роки навчався у Військовому інституті ракетних військ і артилерії імені Богдана Хмельницького Сумського Державного університету, здобув повну вищу освіту та кваліфікацію спеціаліста військового управління, офіцера тактичного рівня.
Після закінчення навчання скерований до 8-ї бригади спеціального призначення в м. Ізяславі. За час проходження служби Олександр був командиром групи, командиром роти, начальником штабу — першим заступником командира загону спецпризначення. Неодноразово перебував у закордонних відрядженнях для обміну досвідом по діях підрозділів спецпризначення та вивченню іноземної мови, зокрема у Чехії, Угорщині, Словаччині, Норвегії. Володів англійською мовою на високому рівні. Згодом[коли?] був направлений старшим військовим спостерігачем центру забезпечення миротворчої діяльності та реалізації міжнародних договорів Збройних сил України до Придністровського регіону Республіки Молдова.

### Російсько-українська війна
Після початку війни на сході тимчасово став начальником розвідки 28-ї механізованої бригади.
Загинув 25 грудня 2014 року, виконуючи завдання під Донецьком. Ідучи в черговий раз на завдання з розвідки, Олександр вів групу в районі між населеними пунктами Піски і Первомайське (Ясинуватський район) Донецької області. Виявивши небезпеку, віддав наказ залишитися всім на місці і чекати його розпоряджень. Олександр зі своїм помічником пішов на огляд місцевості. Невдовзі пролунав вибух: Олександр підірвався на міні ОЗМ-72. Разом з ним загинув молодший сержант Віорел Лісник.
Похований на Алеї Слави на кладовищі в мікрорайоні Ракове (Хмельницький). Залишилися батьки, дружина та двоє маленьких дітей.

## Нагороди та відзнаки
- Орден Богдана Хмельницького III ступеня (14 березня 2015, посмертно) — за особисту мужність і високий професіоналізм, виявлені у захисті державного суверенітету та територіальної цілісності України.[3]
- Рішенням п'ятої сесії Хмельницької міської ради № 1 від 16 березня 2016 року нагороджений Почесною відзнакою міської громади «Мужність і відвага» жителів міста Хмельницького (посмертно).
- Рішенням дев'ятої сесії Хмельницької міської ради № 3 від 26 жовтня 2016 року надано звання «Почесний громадянин міста Хмельницького» (посмертно).
- Рішенням тридцятої сесії Ізяславської районної ради № 21 від 23 лютого 2018 року присвоєно звання "Почесний громадянин Ізяславського району" (посмертно)

### Вшанування
- Ізяславський НВК «ЗОШ І—III ст. № 2, ліцей» названий його іменем
- У 2017 році працівники Ізяславського навчально-виховного комплексу «Загальноосвітня школа І—III ступенів № 2, ліцей» Л. М. Хомюк, Т. О. Демчук, Н. П. Розомюк впорядкували збірку «Він любив свою землю» на честь Олександра Кушнірука.[4][5][6]
- Рішенням сімнадцятої сесії Ізяславської міської ради сьомого скликання від 11 листопада 2016 року № 4 "Про присвоєння вулицям та провулкам м. Ізяслав імен загиблих учасників АТО вулиці Свободи присвоєно ім'я Олександра Кушнірука
- 7 вересня 2017 року в місті Ізяслав на подвір'ї Ізяславського НВК «ЗОШ І—ІІІ ст. № 2, ліцей» встановили погруддя Олександра Кушнірука.[7]
- Вшановується в меморіальному комплексі «Зала пам'яті», в щоденному ранковому церемоніалі 25 грудня[8][9].